# جاكوب غروث
جاكوب غروث (بالدنماركية: Jacob Groth)‏ هو مؤلف موسيقى تصويرية وملحن دنماركي، ولد في 1949 في الدنمارك في مملكة الدنمارك.

## وصلات خارجية
- الموقع الرسمي
- جاكوب غروث على موقع IMDb (الإنجليزية)
- جاكوب غروث على موقع ألو سيني (الفرنسية)
- جاكوب غروث على موقع ميوزك برينز (الإنجليزية)
- جاكوب غروث على موقع أول موفي (الإنجليزية)
- جاكوب غروث على موقع قاعدة بيانات الأفلام السويدية (السويدية)
- جاكوب غروث على موقع أول ميوزيك (الإنجليزية)
- جاكوب غروث على موقع ديسكوغز (الإنجليزية)
- جاكوب غروث على موقع قاعدة بيانات الفيلم (الإنجليزية)
- جاكوب غروث على موقع كينوبويسك (الروسية)